# Samos (Lugo)
Samos er en by og kommune i det nordvestlige Spanien i provinsen Lugo. Den har et indbyggertal på 1.198 (2024) indbyggere.